# Копенгаген-Центральний
55°40′22″ пн. ш. 12°33′52″ сх. д. / 55.672778° пн. ш. 12.564444° сх. д.
Копенгаген-Центральний (дан. Københavns Hovedbanegård) — головна залізнична станція Копенгагена, Данія, і найбільша залізнична станція Данії. 
З пасажирообігом понад 100 000 осіб/добу це друга за завантаженістю станція в Данії після станції Неррепорт.

Розташована у центрі Копенгагена, між районами Індр-Бю та Вестербро з входами з Бернсторфсгаде (Парк Тіволі), Банегордспладсена, Ревентловсгаде і доступом до платформ з Тітгенсгаде.
Станція Копенгаген-Центральний є центром залізничної мережі Danske Statsbaner, що обслуговує Данію та міжнародні напрямки. 

Зі станції курсують міжнародні поїзди до Швеції та Німеччини, міжміські та експрес-поїзди по всій Данії, регулярні та часті регіональні поїзди до/з Зеландії та південної Швеції (також відомі як Øresundståg), приміське сполучення Копенгагенським S-Bahn — мережа поїздів у районі Великого Копенгагена, а також пересадки на лінії М3 та М4  мережі Копенгагенського метро. 
Перший вокзал у Копенгагені відкрито в 1847 році. 
Сучасну будівлю вокзалу відкрито в 1911 році і є роботою архітектора Генріха Венка. 
Станція має 7 платформ і 13 колій. 
Вокзал містить багато невеликих крамниць, ресторанів, кав'ярень та закладів швидкого харчування.

## Архітектура
Станцію спроектував данський архітектор Генріх Венк, який був головним архітектором Данських державних залізниць в 1894 — 1921 рр. 
Станція спроектована у національному романтичному стилі, скандинавському архітектурному стилі, який був частиною національного романтичного руху наприкінці XIX та початку XX століть і який часто вважають формою модерну.
Визначними матеріалами є цегла, шифер і граніт, а також додано безліч декоративних деталей. 
Натхненний залізничною станцією Герхольдта, Венк також використав дерев'яну аркову конструкцію як у двох залах відправлення та прибуття, так і в 6 арках над платформами. 
Ймовірно, це був стилістичний вибір, оскільки Венк рідко використовував чавун. 
Проте весь фундамент залізничної станції, підвал і платформа, які підтримують вокзал вокзалу, залізобетонні.
Будівля Венка — Гезамткунстверк, де архітектор спроектував усі деталі — борнгольмську плитку, лави, великі люстри, з яких спочатку висіли 12 штук (2 встановлені в холі, 2 інші знаходяться на станції Естерпорт), кіоски, ковані вивіски з акуратними написами, дверні ручки та латунні вивіски з логотипом DSB та вітражі з міськими гербами міст Данії.
Йенс Лунд був відповідальним за 10 фігур з пісковику на головному фасаді, що представляють народні мотиви в національних костюмах (1910).

## Опис
Станція має 7 платформ і 13 колій. 
На станції дві платформи з чотирма коліями (колії 9–12), що використовують тільки потяги S-bahn. 
Оскільки в Данії використовується правосторонній рух, колії 1–4 в основному використовуються для руху на північ, колії 5–8 — на південь, а колії 3–6  використовують потяги, що змінюють напрямок на станції.

## Операції
| Попередня станція                                | Лінія | Лінія                                           | Лінія | Наступна станція             |
| ------------------------------------------------ | ----- | ----------------------------------------------- | ----- | ---------------------------- |
| Аеропорт Копенгаген-Каструп Кінцева              |       | Danske Statsbaner Копенгаген — Ольборг          |       | Оденсе до Аеропорт Ольборг   |
| Аеропорт Копенгаген-Каструп Кінцева              |       | Danske Statsbaner Копенгаген — Гернінг — Струер |       | Оденсе до Струер             |
| Аеропорт Копенгаген-Каструп Кінцева              |       | Danske Statsbaner Копенгаген — Сендерборг       |       | Оденсе до Сендерборг         |
| Аеропорт Копенгаген-Каструп Кінцева              |       | Danske Statsbaner Копенгаген — Оденсе — Гамбург |       | Рінгстед до Гамбург-Головний |
| Неррепорт до Естерпорт                           |       | Danske Statsbaner Копенгаген — Есб'єрг          |       | Валбю до Есб'єрг             |
| Неррепорт до Гельсінгер                          |       | Danske Statsbaner Kystbanen, Øresundståg        |       | Ерестад до Мальме-Центральне |
| Неррепорт до Гельсінгер                          |       | Danske Statsbaner Гельсінгер — Роскілле         |       | Валбю до Роскілле            |
| Неррепорт або Аеропорт до Естерпорт або Аеропорт |       | Danske Statsbaner Копенгаген — Роскілле         |       | Валбю до Роскілле            |
| Неррепорт або Аеропорт до Естерпорт або Аеропорт |       | Danske Statsbaner Копенгаген — Оденсе           |       | Валбю до Оденсе              |
| Аеропорт до Стокгольм-Центральний                |       | SJ AB Södra stambanan                           |       | Кінцева                      |